# Żyła podstawna
Żyła podstawna, żyła Rosenthala (łac. vena basalis, vena Rosenthali) – w anatomii człowieka parzysta żyła powierzchowna mózgu, powstająca w okolicy istoty dziurkowanej przedniej ze zlania się żyły przedniej mózgu z żyłą środkową głęboką mózgu. Biegnie ku tyłowi, zataczając łuk wokół śródmózgowia, a następnie wpada zazwyczaj do żyły wielkiej mózgu lub do żyły wewnętrznej mózgu, czasem bezpośrednio do zatoki prostej. Wpadają do niej liczne drobne żyły zbierające krew z torebki wewnętrznej, prążkowia, wyspy, międzymózgowia, konarów mózgu, zakrętu hipokampa i rogu dolnego komory bocznej. Prawa i lewa żyła podstawna, a także prawa i lewa żyła przednia mózgu są ze sobą połączone poprzecznymi żyłami: żyłą łączącą przednią i żyłą łączącą tylną, razem z nimi wytwarzając koło żylne mózgu.
Nazwa eponimiczna upamiętnia Friedricha Christiana Rosenthala, niemieckiego anatoma.